# Förvaltningslagen (Sverige)
Förvaltningslagen (2017:900) är en svensk lag som reglerar förvaltningsmyndigheternas verksamhet. Lagens syfte är att människor som är föremål för myndighetsutövning ska behandlas rättvist och demokratiskt. Lagen garanterar enskilda individers rättssäkerhet i kontakten med myndigheterna, något som även anses involvera snabb och serviceinriktad handläggning, information under handläggningstiden, och att individerna förstår beslutet, anledningen till beslutet och att de har rätt att överklaga.

## Andra länders motsvarigheter
Flertalet demokratier har en eller flera lagar som reglerar myndigheters skyldigheter vid myndighetsutövning. Skillnaderna är stora p.g.a. olika traditioner, politiska och administrativa skillnader samt val av lösningar. I vissa länder är korruptionen det största hotet mot en fungerande myndighetsutövning inklusive efterlevnad av motsvarigheter till den svenska förvaltningslagen, och några länder lägger ned stora resurser på att bekämpa korruption och myndighetsmissbruk.
Finland har också en lag med namnet Förvaltningslagen.
USA har sedan 1946 The Administrative Procedure Act (APA) som är en lag för att förbättra myndighetsutövning och rättskipning genom att föreskriva rättvist administrativt förfarande. APA är den federala lag i USA som reglerar det sätt på vilket förvaltningsmyndigheter i den federala regeringen i USA kan föreslå och införa bestämmelser, och utgör en uppräkning av rättigheter för amerikaner vars angelägenheter styrs eller regleras av federala myndigheter. APA ger även amerikanska federala domstolar att direkt granska myndighetens beslut. Det är en av de viktigaste bitarna av USA:s förvaltningsrätt. Det finns liknande lagar på delstatsnivå, samt långtgående försök att göra övervakningen av delstaternas administration någorlunda nationellt enhetlig.
I Storbritannien och i nationer som är medlemmar i Brittiska samväldet regleras statlig och lokal myndighetsutövning av en uppsättning "förvaltningslagar". United Kingdom administrative law är lagstiftning i Storbritannien som rör sammansättning, rutiner, befogenheter, skyldigheter, rättigheter och skyldigheter för de offentliga myndigheterna. Den allmänna principen är att en offentlig tjänsteman eller administratör måste agera rättvist, rimligt och enligt lagen för respektive myndighetsområde.